# União Desportiva de Leiria

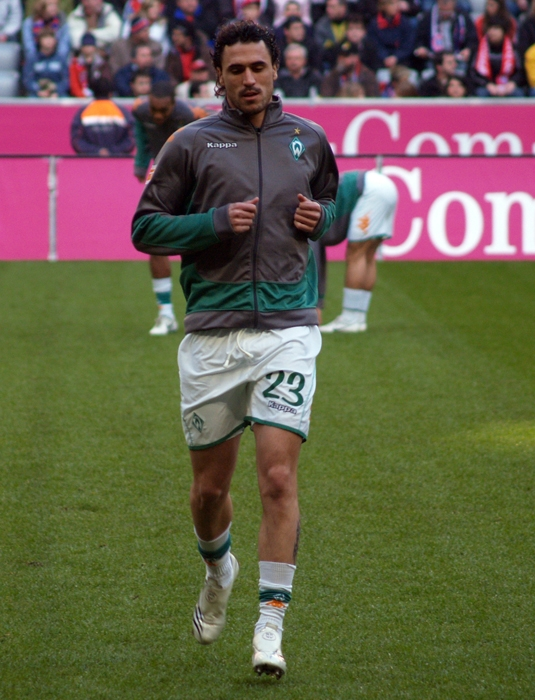
Hugo Almeida jugó para el Leiria en 2 ocasiones, en ambos casos fue cedido por el Porto.

El UD Leiria es un equipo de fútbol de Leiría, Portugal. A partir de la temporada 2023-24 jugará en la Segunda Liga, la segunda categoría del Fútbol en Portugal.

## Historia
Fue fundado en el año 1966 e hicieron su primera aparición en la Primeira Liga en la temporada 1979/80, en la cual terminaron en el lugar 13, salvándose del descenso.
Se volvieron un equipo contendiente para competiciones europeas en los inicios del nuevo milenio, pero en la temporada 2007/08 descendieron a la Liga de Honra tras quedar en último lugar. En la temporada siguiente retornaron a la máxima categoría.
En la temporada 2011/12 pasaron por serios problemas financieros, incluyendo el no pago del salario a sus jugadores por varios meses, utilizaron 3 entrenadores en la temporada y los jugadores tildaron de ingrato a su presidente.
En 29 de abril del 2012 la mayoría de los jugadores del club rescindieron sus contratos y solo 8 jugadores se presentaron al partido de local ante el C.D. Feirense, el cual perdieron 0-4. En los siguientes partidos jugaron con equipo completo, pero este estaba compuesto por jugadores juveniles.
Posteriormente, el club se ausentó de la reunión para inscribir al club en la Liga de Honra, por lo que fueron relegados a la II Divisão. Con el objetivo de construir un nuevo plantel, el club se deshizo de varios jugadores, cedíendolos a préstamo a otros clubes para que estos se volvieran profesionales, así como la creación de un equipo B, el cual formaría parte de la Asociación de Fútbol de Leiria.
El 28 de agosto del 2013 el club se declaró en Bancarrota en una reunión con sus acreedores luego de que estos interpusieran una demanda con el Estado de Portugal por €3.6 Millones. El equipo filial tomó el lugar del club original y compró sus derechos deportivos por €1000.

## Rivalidades
Sus principales rivales son S.C. Beira-Mar, Associação Naval 1º de Maio y Académica de Coimbra, con quienes comparten la misma región geográfica.

## Uniforme
- Uniforme titular: Camiseta, pantalón y medias blancas.
- Uniforme alternativo: Camiseta grana con mangas azules, pantalón y medias azules.

## Estadio

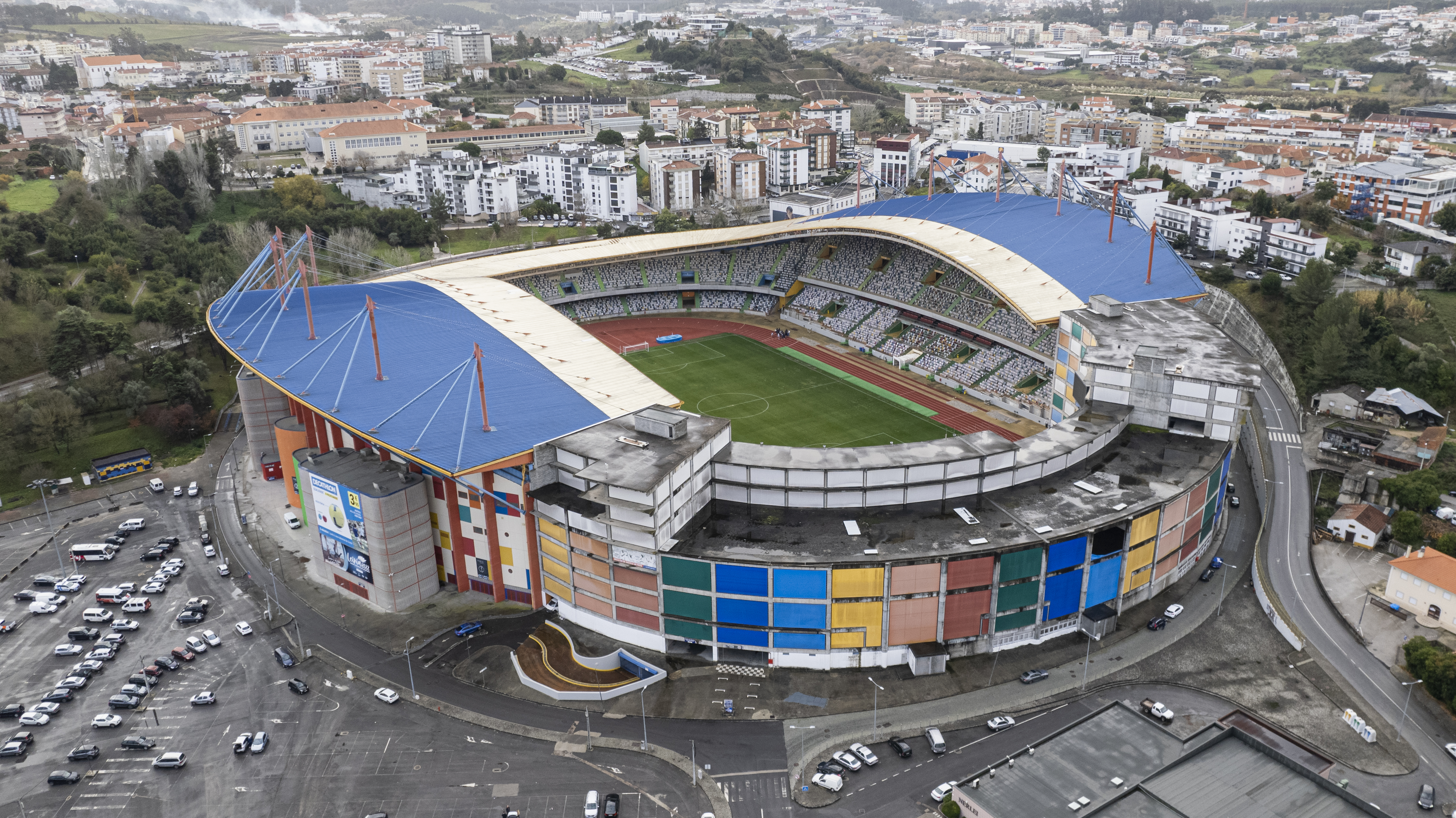
Estádio Dr. Magalhães Pessoa

El Estádio Dr. Magalhães Pessoa fue construido para la Eurocopa 2004 en el 2003, fue la sede de los partidos entre Croacia ante Suiza (0–0) y de Croacia ante Francia (2–2).
También fue sede de la final de la Supercopa de Portugal del 2006 entre el FC Porto y el Vitória de Setúbal, así como la de la anterior (Sporting Clube de Portugal 1–0 FC Porto).
El arquitecto que diseñó el estadio fue Tomás Taveira, quien diseñó otros estadio de la Eurocopa 2004 como el del S.C. Beira-Mar (Estádio Municipal de Aveiro) y el del Sporting Lisboa (Estádio José Alvalade).
Debido al costoso alquiler, el Leiria fue reubicado en el Estádio Municipal de la ciudad vecina de Marinha Grande para la temporada 2011–12. En la temporada siguiente se mudaron al Campo da Portela en Santa Catarina da Serra, sede del UD Serra.
Después de que el primer equipo quedara en bancarrota, retornaron a su sede original Estádio Dr. Magalhães Pessoa.

## Jugadores

### Jugadores destacados
| - José Shaffer - Marco Airosa - Derlei - Helton - Maciel - Paulo César - Issouf Ouattara - Saïdou Panandétiguiri - Mamadou Tall - Ousseni Zongo - Roudolphe Douala - Serge N'Gal - Marco Soares - Djaniny Tavares - Manuel Iturra - Damien Tixier - Alioune Touré - Michel Souamas - Kwame Ayew - Nii Lamptey | - Arvid Smit - Antoni Łukasiewicz - André Almeida - André Marques - Bilro - Bruno Vale - Fábio Felício - Hugo Almeida - João Paulo - João Paulo Pinto - Luís Filipe - Nuno Laranjeiro - Nuno Valente - Paulo Costinha - Paulo Machado - Tiago - Vítor Pontes - Modou Sougou - Toñito - Jan Oblak |

## Palmarés

### Torneos nacionales (2)
- Segunda División de Portugal (1): 1997–98
- Tercera División de Portugal (1): 1980–81

## Participación en competiciones europeas
| Temporada | Competición   | Ronda        | Club                | Cómputo global | Ida     | Vuelta     |
| --------- | ------------- | ------------ | ------------------- | -------------- | ------- | ---------- |
| 1995      | Intertoto Cup | Grupo 4      | sc Heerenveen       | 1-0            | 1-0 (C) |            |
| 1995      | Intertoto Cup | Grupo 4      | Næstved IF          | 1-1            | 1-1 (C) |            |
| 1995      | Intertoto Cup | Grupo 4      | Békéscsabai Előre   | 2-2            | 2-2 (F) |            |
| 1995      | Intertoto Cup | Grupo 4 (2e) | Ton Pentre FC       | 3-0            | 3-0 (F) |            |
| 2002      | Intertoto Cup | 1R           | Levadija Maardu     | 2-4            | 0-3 (R) | 2-1 (F)    |
| 2003/04   | UEFA Cup      | Q            | Coleraine FC        | 6-2            | 1-2 (F) | 5-0 (C)    |
| 2003/04   | UEFA Cup      | 1R           | Molde FK            | 2-3            | 1-0 (C) | 1-3 (F)    |
| 2004      | Intertoto Cup | 3R           | Shinnik Jaroslavl   | 6-2            | 4-1 (F) | 2-1 (C)    |
| 2004      | Intertoto Cup | 1/2          | KRC Genk            | 2-0            | 0-0 (F) | 2-0 (C)    |
| 2004      | Intertoto Cup | F            | Olympique SC Lille  | 0-2            | 0-0 (F) | 0-2 nv (C) |
| 2005      | Intertoto Cup | 3R           | Hamburger SV        | 0-3            | 0-1 (C) | 0-2 (F)    |
| 2007      | Intertoto Cup | 3R           | Hajduk Kula         | 4-2            | 0-1 (F) | 4-1 nv (C) |
| 2007/08   | UEFA Cup      | 2Q           | Maccabi Netanya     | 1-0            | 0-0 (C) | 1-0 (F)    |
| 2007/08   | UEFA Cup      | 1R           | Bayer 04 Leverkusen | 4-5            | 1-3 (F) | 3-2 (C)    |